# Onthophagus cervenkai
Onthophagus cervenkai là một loài bọ cánh cứng trong họ Bọ hung (Scarabaeidae).